# Avaldsnes Idrettslag 2016
Questa voce raccoglie le informazioni riguardanti l'Avaldsnes Idrettslag nelle competizioni ufficiali della stagione 2016.

## Stagione
Dopo il 2º posto del campionato 2015 e la conseguente qualificazione alla Champions League 2016-2017, l'Avaldsnes ha ingaggiato l'inglese Colin Bell come nuovo allenatore. Bell ha ricoperto l'incarico fino all'11 luglio, per far ritorno in Germania, dove aveva precedentemente allenato. Il 2 agosto 2016, Kent Michael Bøe ne ha preso il posto.
La squadra ha chiuso la stagione al 2º posto, qualificandosi così per la Champions League 2017-2018. L'avventura nel Norgesmesterskapet si è chiusa ai quarti di finale, con l'eliminazione subita per mano del LSK Kvinner. In Champions League, l'Avaldsnes è stato sconfitto ai sedicesimi di finale dall'Olympique Lione.

## Maglie e sponsor
Lo sponsor tecnico per la stagione 2016 è stato Nike, mentre lo sponsor ufficiale è stato A. Utvik. La divisa casalinga era composta da una maglietta rossa con strisce bianche, con pantaloncini e calzettoni rossi. La divisa da trasferta era invece totalmente nera.
| Casa | Trasferta |

## Rosa
| N. |                     | Ruolo | Calciatrice             |
| -- | ------------------- | ----- | ----------------------- |
| 1  | Canada (bandiera)   | P     | Erin McNulty            |
| 2  | Brasile (bandiera)  | D     | Letícia Santos          |
| 2  | Norvegia (bandiera) | C     | Hanna Jønland           |
| 3  | Norvegia (bandiera) | D     | Ingrid Ryland           |
| 4  | Norvegia (bandiera) | D     | Andrine Tomter          |
| 5  | Brasile (bandiera)  | D     | Andréia Rosa            |
| 6  | Islanda (bandiera)  | A     | Hólmfríður Magnúsdóttir |
| 7  | Norvegia (bandiera) | C     | Meryll Abrahamsen       |
| 8  | Norvegia (bandiera) | C     | Maren Mjelde            |
| 9  | Norvegia (bandiera) | A     | Elise Thorsnes          |
| 10 | Norvegia (bandiera) | A     | Cecilie Pedersen        |
| 12 | Norvegia (bandiera) | P     | Hildegunn Sævik         |

| N. |                        | Ruolo | Calciatrice           |
| -- | ---------------------- | ----- | --------------------- |
| 13 | Norvegia (bandiera)    | A     | Synne Vatnem          |
| 14 | Norvegia (bandiera)    | D     | Laila Himle           |
| 15 | Brasile (bandiera)     | C     | Bruna Benites         |
| 16 | Norvegia (bandiera)    | A     | Olaug Tvedten         |
| 17 | Norvegia (bandiera)    | C     | Hanna Dahl            |
| 18 | Brasile (bandiera)     | C     | Luana                 |
| 19 | Norvegia (bandiera)    | A     | Hege Hansen           |
| 20 | Islanda (bandiera)     | C     | Þórunn Jónsdóttir     |
| 21 | Norvegia (bandiera)    | D     | Oda Arnesen           |
| 22 | Stati Uniti (bandiera) | P     | Madalyn Schiffel      |
| 26 | Norvegia (bandiera)    | C     | Benedikthe Hartvigsen |

## Calciomercato

### Sessione invernale
| Arrivi | Arrivi           | Arrivi                         | Arrivi     |
| R.     | Nome             | da                             | Modalità   |
| ------ | ---------------- | ------------------------------ | ---------- |
| P      | Madalyn Schiffel | San Francisco State University | definitivo |
| D      | Ingrid Ryland    | Liverpool                      | definitivo |
| D      | Bianca Sierra    | Boston Breakers                | definitivo |
| D      | Andrine Tomter   | Kolbotn                        | definitivo |
| A      | Hege Hansen      | Klepp                          | definitivo |

| Partenze | Partenze          | Partenze            | Partenze   |
| R.       | Nome              | a                   | Modalità   |
| -------- | ----------------- | ------------------- | ---------- |
| P        | Viviane Domingues |                     | svincolata |
| P        | Adrianna Franch   | Portland Thorns     | definitivo |
| D        | Freja Hellenberg  | Djurgården          | definitivo |
| D        | Casey Short       | Chicago Stars       | definitivo |
| D        | Alex Singer       |                     | svincolata |
| C        | Diane Caldwell    | Sand                | definitivo |
| C        | Débinha           | Dalian              | definitivo |
| C        | Yoreli Rincón     | Patriotas           | definitivo |
| C        | Rosana            | Paris Saint-Germain | definitivo |

### Sessione estiva
| Arrivi | Arrivi        | Arrivi        | Arrivi     |
| R.     | Nome          | da            | Modalità   |
| ------ | ------------- | ------------- | ---------- |
| C      | Bruna Benites | Foz Cataratas | definitivo |
| A      | Olaug Tvedten | Trott         | definitivo |

| Partenze | Partenze     | Partenze    | Partenze   |
| R.       | Nome         | a           | Modalità   |
| -------- | ------------ | ----------- | ---------- |
| P        | Erin McNulty | LSK Kvinner | definitivo |

## Risultati

### Toppserien

#### Girone di andata
| Arbitro: | Rodahl Dokset (Oslo) |

|  |           |                               |
|  | Marcatori | 17’ Andréia Rosa 65’ Pedersen |

| Arbitro: | Buhaug Folstad |

|                  |           |  |
| Magnúsdóttir 44’ | Marcatori |  |

| Arbitro: | Sørø (Molde) |

|                                  |           |  |
| Segtnan Thun 20’ Kemppi 32’, 66’ | Marcatori |  |

| Arbitro: | Eide (Drammen) |

|                                                          |           |                        |
| Magnúsdóttir 6’, 54’ Pedersen 22’, 32’ Mjelde 89’ (rig.) | Marcatori | 66’ Jensen 90’ Hovland |

| Arbitro: | Tandstad (Tandstad) |

|  |           |                         |
|  | Marcatori | 31’ Hansen 67’ Pedersen |

| Arbitro: | Berghøi (Auli) |

|                                          |           |           |
| Hansen 23’ Andréia Rosa 61’ Pedersen 79’ | Marcatori | 12’ Koren |

| Arbitro: | Zangeneh |

|  |           |                                                |
|  | Marcatori | 18’ Mjelde 23’ (rig.), 24’ Pedersen 83’ Hansen |

| Arbitro: | Buhaug Folstad |

|                                                     |           |                                      |
| Tomter 26’ Magnúsdóttir 33’ Thorsnes 59’ Ryland 68’ | Marcatori | 37’ Hem 53’ Herregården 70’ Jeppesen |

| Lillestrøm 28 maggio 2016, ore 17:00 9ª giornata | LSK Kvinner  | 0 – 0 referto | Avaldsnes | LSK-hallen (366 spett.)\| Arbitro: \| Sørø (Molde) \| |
| Arbitro:                                         | Sørø (Molde) |               |           |                                                       |

| Arbitro: | Frøyland |

|                            |           |  |
| Pedersen 11’, 82’ Dahl 56’ | Marcatori |  |

| Arbitro: | Eide (Drammen) |

|  |           |                  |
|  | Marcatori | 52’ Magnúsdóttir |

#### Girone di ritorno
| Arbitro: | Kellerhals |

|                                                                              |           |  |
| Letícia Santos 20’ Andréia Rosa 33’ Mjelde 39’ Dahl 57’ Ryland 66’ Himle 86’ | Marcatori |  |

| Arbitro: | Tandstad (Tandstad) |

|             |           |                             |
| Dovland 58’ | Marcatori | 53’ Tomter 68’ Andréia Rosa |

| Arbitro: | Wenche Kleven (Lørenskog) |

|                  |           |                                                    |
| Andréia Rosa 51’ | Marcatori | 3’ Mykjåland 24’ Sønstevold 62’ Haug 65’ Herlovsen |

| Arbitro: | Wenche Kleven (Lørenskog) |

|  |           |           |
|  | Marcatori | 41’ Luana |

| Arbitro: | Zangeneh |

|                                       |           |  |
| Pedersen 15’ Benites 17’ Thorsnes 41’ | Marcatori |  |

| Arbitro: | Berghøi (Auli) |

|           |           |                                          |
| Leine 40’ | Marcatori | 20’ Andréia Rosa 72’ Hansen 78’ Thorsnes |

| Arbitro: | Wenche Kleven (Lørenskog) |

|                                  |           |  |
| Dahl 28’ Mjelde 44’ Thorsnes 51’ | Marcatori |  |

| Arbitro: | Sørø (Molde) |

|                  |           |                                            |
| Saari 84’ (rig.) | Marcatori | 38’ Mjelde 81’ (rig.) Ervik 90’ Abrahamsen |

| Arbitro: | Zangeneh |

|              |           |  |
| Thorsnes 26’ | Marcatori |  |

| Arbitro: | Thoresen |

|  |           |              |
|  | Marcatori | 49’ Thorsnes |

| Arbitro: | Holm Nervik |

|            |           |              |
| Mjelde 33’ | Marcatori | 17’ Bjånesøy |

### Norgesmesterskapet
| Arbitro: | Erichsen |

|  |           |                                                                        |
|  | Marcatori | 10’, 19’, 33’ Mjelde 28’ Luana 40’ Pedersen 55’ Vatnem 81’ (rig.) Dahl |

| Arbitro: | Ege |

|                                                                                  |           |  |
| Dahl 36’ Magnúsdóttir 53’ Mjelde 55’, 90’ (rig.) Abrahamsen 68’ Andréia Rosa 70’ | Marcatori |  |

| Arbitro: | Eide (Drammen) |

|  |           |                              |
|  | Marcatori | 33’ Mykjåland 37’, 78’ Haavi |

### Champions League
| Arbitro: | Zora |

| |           |  |
| Andréia Rosa 22’ Mjelde 26’ Hansen 44’, 46’, 48’ Pedersen 52’, 54’, 70’, 90’ Thorsnes 63’ Letícia Santos 64’ | Marcatori |  |

| Arbitro: | Zora |

|             |           |                                                              |
| Mafalda 18’ | Marcatori | 2’, 9’ Magnúsdóttir 12’, 41’ Hansen 68’ Benites 75’ Thorsnes |

| Arbitro: | Chudá |

|                               |           |  |
| Thorsnes 24’ Magnúsdóttir 36’ | Marcatori |  |

| Arbitro: | Albon |

|                         |           |                                                              |
| Thorsnes 23’ Hansen 52’ | Marcatori | 7’ (rig.) Kumagai 20’ Le Sommer 48’, 62’ Abily 86’ Hegerberg |

| Arbitro: | Kováčová |

|                                                         |           |  |
| Renard 3’ Marozsán 41’ Cascarino 59’ Le Sommer 64’, 74’ | Marcatori |  |

## Statistiche

### Statistiche di squadra
| Competizione       | Punti | In casa | In casa | In casa | In casa | In casa | In casa | In trasferta | In trasferta | In trasferta | In trasferta | In trasferta | In trasferta | Totale | Totale | Totale | Totale | Totale | Totale | DR  |
| Competizione       | Punti | G       | V       | N       | P       | Gf      | Gs      | G            | V            | N            | P            | Gf           | Gs           | G      | V      | N      | P      | Gf     | Gs     | DR  |
| ------------------ | ----- | ------- | ------- | ------- | ------- | ------- | ------- | ------------ | ------------ | ------------ | ------------ | ------------ | ------------ | ------ | ------ | ------ | ------ | ------ | ------ | --- |
| Toppserien         | 56    | 11      | 10      | 1       | 0       | 31      | 11      | 11           | 9            | 1            | 1            | 19           | 6            | 22     | 18     | 2      | 2      | 50     | 17     | +33 |
| Norgesmesterskapet | -     | 2       | 1       | 0       | 1       | 6       | 3       | 1            | 1            | 0            | 0            | 7            | 9            | 3      | 2      | 0      | 1      | 13     | 3      | +10 |
| Champions League   | -     | 3       | 2       | 0       | 1       | 15      | 5       | 2            | 1            | 0            | 1            | 6            | 6            | 5      | 3      | 0      | 2      | 21     | 11     | +9  |
| Totale             | -     | 16      | 13      | 1       | 2       | 52      | 19      | 14           | 11           | 1            | 2            | 32           | 21           | 30     | 23     | 2      | 5      | 74     | 31     | +43 |

### Andamento in campionato
| Giornata  | 1 | 2 | 3 | 4 | 5 | 6 | 7 | 8 | 9 | 10 | 11 | 12 | 13 | 14 | 15 | 16 | 17 | 18 | 19 | 20 | 21 | 22 |
| --------- | - | - | - | - | - | - | - | - | - | -- | -- | -- | -- | -- | -- | -- | -- | -- | -- | -- | -- | -- |
| Luogo     | T | C | T | C | T | C | T | C | T | C  | T  | C  | T  | C  | T  | C  | T  | C  | T  | C  | T  | C  |
| Risultato | V | V | P | V | V | V | V | V | N | V  | V  | V  | V  | P  | V  | V  | V  | V  | V  | V  | V  | N  |
| Posizione | 2 | 3 | 5 | 4 | 3 | 3 | 2 | 2 | 3 | 2  | 2  | 2  | 2  | 2  | 2  | 2  | 2  | 2  | 2  | 2  | 2  | 2  |

Fonte:  Toppserien 2016, su altomfotball.no, Altomfotball.
Legenda:

Luogo: C = Casa; T = Trasferta. Risultato: V = Vittoria; N = Pareggio; P = Sconfitta.

### Statistiche dei giocatori
| Giocatore       | Toppserien | Toppserien | Toppserien  | Toppserien | Norgesmesterskapet | Norgesmesterskapet | Norgesmesterskapet | Norgesmesterskapet | Champions League | Champions League | Champions League | Champions League | Altre coppe | Altre coppe | Altre coppe | Altre coppe | Totale   | Totale | Totale      | Totale     |
| Giocatore       | Presenze   | Reti       | Ammonizioni | Espulsioni | Presenze           | Reti               | Ammonizioni        | Espulsioni         | Presenze         | Reti             | Ammonizioni      | Espulsioni       | Presenze    | Reti        | Ammonizioni | Espulsioni  | Presenze | Reti   | Ammonizioni | Espulsioni |
| --------------- | ---------- | ---------- | ----------- | ---------- | ------------------ | ------------------ | ------------------ | ------------------ | ---------------- | ---------------- | ---------------- | ---------------- | ----------- | ----------- | ----------- | ----------- | -------- | ------ | ----------- | ---------- |
| M. Abrahamsen   | 14         | 1          | 0           | 0          | 3                  | 1                  | 0                  | 0                  | 2                | 0                | 0                | 0                | -           | -           | -           | -           | 19       | 2      | 0           | 0          |
| Andréia Rosa    | 21         | 6          | 0           | 0          | 3                  | 1                  | 0                  | 0                  | 5                | 1                | 0                | 0                | -           | -           | -           | -           | 29       | 8      | 0           | 0          |
| O. Arnesen      | 0          | 0          | 0           | 0          | 1                  | 0                  | 0                  | 0                  | 0                | 0                | 0                | 0                | -           | -           | -           | -           | 1        | 0      | 0           | 0          |
| B. Benites      | 7          | 1          | 0           | 0          | -                  | -                  | -                  | -                  | 4                | 1                | 0                | 0                | -           | -           | -           | -           | 11       | 2      | 0           | 0          |
| H. Dahl         | 17         | 3          | 0           | 0          | 3                  | 2                  | 0                  | 0                  | 3                | 0                | 0                | 0                | -           | -           | -           | -           | 23       | 5      | 0           | 0          |
| H. Hansen       | 17         | 4          | 0           | 0          | 1                  | 0                  | 0                  | 0                  | 5                | 6                | 0                | 0                | -           | -           | -           | -           | 23       | 10     | 0           | 0          |
| B. Hartvigsen   | 0          | 0          | 0           | 0          | 1                  | 0                  | 0                  | 0                  | 0                | 0                | 0                | 0                | -           | -           | -           | -           | 1        | 0      | 0           | 0          |
| L. Himle        | 20         | 1          | 1           | 0          | 3                  | 0                  | 0                  | 0                  | 4                | 0                | 0                | 0                | -           | -           | -           | -           | 27       | 1      | 1           | 0          |
| H. Jønland      | 1          | 0          | 0           | 0          | 1                  | 0                  | 0                  | 0                  | 0                | 0                | 0                | 0                | -           | -           | -           | -           | 2        | 0      | 0           | 0          |
| Þ. Jónsdóttir   | 18         | 0          | 0           | 0          | 3                  | 0                  | 0                  | 0                  | 3                | 0                | 0                | 0                | -           | -           | -           | -           | 24       | 0      | 0           | 0          |
| Letícia Santos  | 13         | 1          | 2           | 0          | 2                  | 0                  | 0                  | 0                  | 3                | 1                | 0                | 0                | -           | -           | -           | -           | 18       | 2      | 2           | 0          |
| Luana           | 17         | 1          | 3           | 0          | 2                  | 1                  | 0                  | 0                  | 4                | 0                | 0                | 0                | -           | -           | -           | -           | 23       | 2      | 3           | 0          |
| H. Magnúsdóttir | 20         | 5          | 5           | 0          | 3                  | 1                  | 1                  | 0                  | 5                | 3                | 0                | 0                | -           | -           | -           | -           | 28       | 9      | 6           | 0          |
| E. McNulty      | 0          | -0         | 0           | 0          | 2                  | -0                 | 0                  | 0                  | 0                | -0               | 0                | 0                | -           | -           | -           | -           | 2        | -0     | 0           | 0          |
| M. Mjelde       | 22         | 6          | 0           | 0          | 3                  | 5                  | 0                  | 0                  | 5                | 1                | 0                | 0                | -           | -           | -           | -           | 30       | 12     | 0           | 0          |
| C. Pedersen     | 15         | 10         | 0           | 0          | 1                  | 1                  | 0                  | 0                  | 4                | 4                | 0                | 0                | -           | -           | -           | -           | 20       | 15     | 0           | 0          |
| I. Ryland       | 21         | 2          | 1           | 0          | 2                  | 0                  | 0                  | 0                  | 5                | 0                | 0                | 0                | -           | -           | -           | -           | 28       | 2      | 1           | 0          |
| H. Sævik        | 0          | -0         | 0           | 0          | 0                  | -0                 | 0                  | 0                  | 0                | -0               | 0                | 0                | -           | -           | -           | -           | 0        | -0     | 0           | 0          |
| M. Schiffel     | 22         | -17        | 0           | 0          | 1                  | -3                 | 0                  | 0                  | 5                | -11              | 0                | 0                | -           | -           | -           | -           | 28       | -31    | 0           | 0          |
| E. Thorsnes     | 16         | 6          | 0           | 0          | 2                  | 0                  | 0                  | 0                  | 5                | 4                | 1                | 0                | -           | -           | -           | -           | 23       | 10     | 1           | 0          |
| A. Tomter       | 22         | 2          | 0           | 0          | 2                  | 0                  | 0                  | 0                  | 5                | 0                | 0                | 0                | -           | -           | -           | -           | 29       | 2      | 0           | 0          |
| O. Tvedten      | 4          | 0          | 0           | 0          | 0                  | 0                  | 0                  | 0                  | 1                | 0                | 0                | 0                | -           | -           | -           | -           | 5        | 0      | 0           | 0          |
| S. Vatnem       | 9          | 0          | 0           | 0          | 3                  | 1                  | 0                  | 0                  | 1                | 0                | 0                | 0                | -           | -           | -           | -           | 13       | 1      | 0           | 0          |